# Skolský rajón
Skolský rajón (ukrajinsky Сколівський район) byl rajón ve Lvovské oblasti na Ukrajině. Hlavním městem bylo Skole a rajón měl přibližně 47 tisíc obyvatel. 

## Sídla v rajónu
- Verchně Syňovydne
- Skole
- Slavske